# A Insurreição que vem
A Insurreição que Vem é um folheto político francês que descreve a hipótese de um "colapso iminente da cultura capitalista". Foi escrito pelo Comitê Invisível, um grupo anônimo de contribuintes a quem a polícia francesa indetificou como Tarnac Nine. Foi publicado pela primeira vez em 2007 pela editora francesa La Fabrique.

## História
A primeira publicação da “Insurreição que vem” ocorreu na França em 2007 e, desde então, o livro circulou bastante no país. Um dos motivos foi a  acusação de terrorismo contra os seus supostos escritores. Num caso que ficou conhecido como os nove de Tarnac, um grupo de amigos que moravam juntos foram acusados de terrorismo por sabotagem de uma linha férrea. Dentre as provas mobilizadas contra eles estava a suposta autoria desse livro. As acusações não se sustentaram, mas foram uma boa campanha publicitária para a “Insurreição”.
Apesar da polícia considerar como o principal autor Julien Coupat, Eric Hazan, editor do livro e amigo de Julien Coupat afirma: “Julien nunca fez parte do comitê de autores que me pediram um anonimato que eu respeito. Apontar dessa maneira o dedo para alguém é puramente uma construção policial que pretende intoxicar generalizadamente a opinião pública”.
Antes da existência do “caso de Tarnac”, o livro havia vendido 8000 exemplares. Após as perseguições policiais e no momento de libertação de Coupat, Hazan estimava em 25000 cópias vendidas.

## Sumário
A obra é composta de sete círculos: "self, relações sociais, trabalho, a economia, urbanidade, o meio ambiente e o fim da civilização", precedidos por uma introdução e seguidos por três capítulos propositivos. O ensaio pretende explicar como e por que uma insurreição é necessária e até mesmo como ela é inevitável. Em cada círculo é tratado um tema, um aspecto do desastre em curso. Em tom de manifesto é construído um retrato da situação desastrosa que existe atualmente no mundo.
As revoltas que ocorreram nos subúrbios franceses em novembro de 2005 são o pano de fundo para as análises. O objetivo do livro é explorar as fraturas que surgiram com essa ruptura insurrecional. Na parte final, o tom propositivo permite ver como materializar essa possibilidade emancipatória.